# Phragmatobia sultana
Phragmatobia sultana är en fjärilsart som beskrevs av Leo Schwingenschuss 1938. Phragmatobia sultana ingår i släktet Phragmatobia och familjen björnspinnare. Inga underarter finns listade i Catalogue of Life.